# 長崎県立ろう学校
長崎県立ろう学校（ながさきけんりつ ろうがっこう）は、長崎県大村市植松三丁目にある県立特別支援学校。佐世保市に分校（旧長崎県立佐世保ろう学校）が設置されている。また、学校の近くには寄宿舎がある。
西九州新幹線新大村駅建設に伴い、2018年（平成30年）4月より新校地・新校舎へ移転した。

## 概要
校訓
「強く・正しく・心豊かに」
校章
1951年（昭和26年）4月の佐世保分校開校を機に、校章制定の気運が高まり、公募の結果、当時の職員山口貞成のデザインが採用された。発祥の地である長崎市を象徴する鶴をイメージした絵に、「長ろう」の字体を組み合わせたデザインとなっている。その後、この校章を中央に織り込んだ校旗が作られた。
校歌
1998年（平成10年）9月に制定。作詞は井上信一、作曲は樋渡憲三による。1番に長崎に生まれ大村に育った伝統を、2番に校訓を、3番に各部の努力目標をそれぞれ詠み込んである。以前より校歌といわれるものはあったが、詩のみで曲はついていないこともあり、正式な校歌とはなっていなかった。そこで、創立100周年を機に正式な校歌作成の動きが高まり、今日の校歌が完成した。
学部
- 幼稚部
- 小学部
- 中学部
- 高等部
  - 本科 - 理容科・総合デザイン科
  - 専攻科 - 理容科・総合デザイン科

分教室
- 長崎県立ろう学校佐世保分教室 - 2019年分校から分教室となった。

## 沿革
- 1898年（明治31年）
  - 9月12日 - 安中半三郎[3]を中心とする民間団体「長崎慈善会」によって、「長崎盲唖院」が創立、開院。[4]（院長 長崎高等小学校校長 北野孝治）
    - 仮校舎は視覚障害者である野村惣四郎の居宅（長崎県長崎市興善町36番）の一部を使用。
    - 開院時の生徒数は13名
    - 京都以西では2番目[5]に設置された盲聾教育機関であった。

  - 11月28日 - ろう唖教育視察のため、電話の発明で有名なアレクサンダー・グラハム・ベルが来院し、教師生徒に手話講演を行う。
- 1900年（明治33年）12月 - 長崎市興善町43番に移転、小学校令に基づき、校名を「私立長崎盲唖学校」と改称。
- 1900年（明治37年）4月 - 長崎市新大工町76番聖堂構内の講義室に移転。
- 1901年（明治38年）4月 - 内務大臣の芳川顕正が視察。
- 1903年（明治40年）11月 - 閑院宮載仁親王および同妃智恵子が来校。
- 1908年（明治41年）11月 - 生徒数増加により、長崎市桜馬場町70番に校舎を新築移転。
- 1909年（明治42年）
  - 5月 - 清国芝栗唖巴院の創立者エーテミルス（米国人女性）参観のため来校。
  - 11月 - 文部大臣の小松原英太郎が視察。
- 1910年（明治44年）4月 - ろう唖技芸科として裁縫部及び木工部を設置。
- 1919年（大正8年） - 校名を「長崎盲唖学校」と改称。
- 1921年（大正10年）4月19日 - 設立の父長崎慈善会専務理事安中半三郎永眠（享年69）
- 1924年（大正13年）7月12日 - 前年の「盲唖学校及聾学校令」公布に伴い、盲・聾教育の組織を分離、「長崎盲学校」及び「長崎聾唖学校」の両校が開設。
- 1925年（大正15年）4月 - 口話法による言語指導を開始。
- 1929年（昭和4年）4月1日 - 県に移管され、「長崎県立聾唖学校」となる。
- 1933年（昭和8年）11月 - 長崎市新中川町1番地（旧長崎市立商業学校）の仮校舎に移転。
- 1934年（昭和9年）6月23日 - 長崎市上野町237番地の校地に新設された寄宿舎に移転。
- 1935年（昭和10年）7月12日 - 校舎が完成し、寄宿舎より本校舎（以下・浦上校舎、現・中華人民共和国駐長崎総領事館敷地）に移転。
- 1937年（昭和12年）5月29日 - ヘレン・ケラーが来校、記念として月桂樹を植樹（この月桂樹は後に原爆投下により焼失）。
- 1942年（昭和17年）- 学友会を報国団に改組し、生徒が勤労奉仕や慰問治療等に動員。
- 1944年（昭和19年） - ろう唖学校の修業年限が変更となる。
- 1945年（昭和20年）5月3日 - 浦上校舎を三菱長崎造船所に貸与、校舎を長崎市近郊の南高来郡（現南島原市）加津佐町（三菱寮）に疎開移転。
- 1945年（昭和20年）8月9日 - 長崎市への原子爆弾投下により、長崎出張中の多比良校長が被爆し死亡、浦上校舎も原爆の直撃を受け壊滅的な被害を受ける。
- 1947年（昭和22年）5月13日 - 大村市古町455番地旧第21海軍空港廠[6]女子工員寄宿舎跡（以下古町校舎）に移転。
- 1948年（昭和23年）
  - 4月 - 「中学校の就学義務並びに盲学校及び聾学校の就学義務及び設置義務に関する政令」が公布、義務制が実現。
    - 修業年限は小学部6年、中学部3年、高等部本科3年、専攻科2年、別科2年となる。
    - 「長崎県立ろう学校」（現校名）に改称。

  - 5月 - 長崎県立盲学校が長与村（現西彼杵郡長与町）の仮校舎より古町校舎に移転完了、再び両校併設。
  - 10月16日 - 米軍ジョン・ミルトン協会総主事ミルトン・T・ストウス博士来校、総裁ヘレン・ケラーのメッセージを伝達。
    - ヘレン・ケラーの大村通過の際、生徒代表が大村駅で花束を贈呈。
    - 長崎三菱会館におけるヘレン・ケラーの講演会に全職員生徒が出席。
- 1949年（昭和24年）8月 - 盲学校が分離して長崎市上野町の新築校舎に移転。
- 1951年（昭和26年）4月 - 理容科設置認可。佐世保分校が開校（佐世保市保立町旧重砲隊跡）
- 1951年（昭和26年）4月 - 専攻科（2年制）を設置。
- 1954年（昭和29年）～1955年（昭和31年）7月 - 植松地区に木造2階建ての校舎3棟、平家本館、寄宿舎が新築（以下植松校舎）。
- 1956年（昭和31年）- 本校を植松校舎に移転、ただし中高部は古町校舎に残す。
- 1962年（昭和37年）
  - 2月 - 新運動場が完成。
  - 4月 - 職業科の中に窯業科を新設。
- 1963年（昭和38年）2月～1965年（昭和40年）3月 - 高等部棟、木材工芸科教室、給食室、寄宿舎渡り廊下、陶芸科実習室、窯場が完成。
- 1963年（昭和38年）4月 - 幼稚部（5歳児学級）を新設。高等部が古町校舎から植松校舎へ移転。
- 1964年（昭和39年）2月 - 中学部を植松に移転し、古町校舎を閉鎖。
- 1965年（昭和40年）4月 - 職業科の中に陶芸科を新設。
- 1966年（昭和41年）4月 - 教育課程改訂により、高等部に産業工芸科・理容科・被服科・窯業科の4学科を設置。佐世保分校に幼稚部を新設。（5歳児学級）
- 1970年（昭和45年）4月 - 幼稚部4歳児学級を新設。
- 1971年（昭和46年）4月 - 幼稚部校舎が完成。
- 1972年（昭和47年）3月 - 体育クラブ兼更衣室が完成。
- 1974年（昭和49年）3月 - 幼稚部プレハブ校舎が完成。
- 1975年（昭和50年） 3月 - 米国クラーク・スクール総長G・T・ブラット来校、講演会を開催。
- 1976年（昭和51年）3月～1981年（昭和56年）3月 - 寄宿舎、管理棟、小学部棟、中学部棟を改築、渡り廊下を新設。
- 1976年（昭和51年）4月 - 佐世保分校が独立し、「長崎県立佐世保ろう学校」となる。
- 1977年（昭和52年）4月 - 幼稚部3歳児学級を新設。
- 1978年（昭和53年）5月 - 常陸宮正仁親王および同妃が来校。
- 1983年（昭和58年）3月 - 産業工芸科棟を改築。
- 1984年（昭和59年）
  - 1月 - 窯業科棟を改築。
  - 11月 - 寄宿舎ソーラー設備が完成。
- 1985年（昭和60年）1月 - クラブ部室が完成。
- 1990年（平成2年）3月 - 中学部棟フラットループ設備を設置。
- 1991年（平成3年）3月 - 手作り環境・野外給食施設が完成。
- 1995年（平成7年）11月 - 第1回海外（韓国）修学旅行を実施。
- 1996年（平成8年）3月 - 小学部、高等部集団補聴器設備を設置。
- 1997年（平成9年）8月 - 高等部、韓国愛話学校小学旅行団と交流。
- 1998年（平成10年）3月 - 玄関前手づくり築庭完成
- 2001年（平成13年）11月 - 同窓会が発足。
- 2003年（平成15年）2月～2005年（平成17年）3月 - 体育館、管理棟小学部棟、高等部棟などの大規模改修を完了。
- 2006年（平成18年）
  - 4月 - 長崎県立佐世保ろう学校が再び「長崎県立ろう学校佐世保分校」となる。
  - 10月 - 文字放送システムを新設。
- 2016年（平成28年）4月 - 高等部に総合デザイン科（セラミックコース・インテリアコース・ライフデザインコース）を新設。窯業科・被服科・産業工芸科の募集を停止。
- 2018年（平成30年）
  - 3月 - 高等部の窯業科・被服科・産業工芸科を廃止。
  - 4月 - 新校地・新校舎に移転。（旧校地は〒856-0027 大村市植松三丁目160番地2号（北緯32度56分2.1秒 東経129度57分34秒 / 北緯32.933917度 東経129.95944度））
- 2019年（平成31年）4月1日 - 佐世保分校を佐世保分教室とする[7]。

## 部活動
1970年（昭和45年）に課外クラブとして陸上競技部、卓球部、バレーボール部が創部され活動が始まった。翌年に軟式野球部も加わり、1972年（昭和47年）からは高体連などに加盟し、バレーボール部、軟式野球部は地区新人戦や高総体、全国大会の予選に参加していた。また1976年（昭和51年）より陸上競技部も高総体や新人戦など様々な大会に出場している。1986年（昭和61年）にはバドミントン部も創部されたが、生徒数の減少で運動部としての活動が困難になり、1997年（平成9年）からは陸上競技部を残すだけとなっている。

## アクセス
最寄りの鉄道駅
- JR九州 大村線 「大村車両基地駅」から歩いて３分。

最寄りのバス停
- 長崎県営バス　「大村車両基地駅」バス停から歩いて３分。

最寄りの国道・県道
- 国道34号